# Темнићки натпис
Темнићки натпис представља један од најстаријих ћириличких натписа и споменика старословенске писмености на Балканском полуострву, који се одликује лепотом уклесаних слова. Датиран је на крај X или почетак XI века. Пронађен је 1910. године у Горњем Катуну код Варварина, а данас је део археолошке збирке Народног музеја у Београду. Сам натпис представља епиграф, попут Хумске плоче из истог доба, уклесан на каменој плочи димензија 19.5 x 19.5 x 5 cm На њему се налазе имена десеторице, од четрдесет, севастијских мученика, а појављује се и облик акузатива једнине именице Бог (бога уместо богь), карактеристичан за српску редакцију старословенског језика.
Кратак текст садржи имена десеторице светих севастијских мученика: Ксантије, Сисиније, Леонтије, Мелитон, Севериан, Филоктимон, Ангије, Ираклије, Екдикт, Кирион и молбу: молите Бога за нас!
Темнићки натпис, један од најстаријих споменика старословенске писмености са територије Србије писан ћирилицом, чува се у Збирци античких и средњовековних епиграфских споменика. Плоча од кречњака откривена је у близини школе у селу Горњи Катун код Варварина, у округу Темнић у Поморављу, а набављена за Народни музеј 1909. године. Споменик представља загонетку у науци јер на месту налаза накнадним истраживањима нису откривени остаци грађевине, а палеографска и језичка анализа текста пружиле су малобројне податке. Натпис на плочи уклесан је вешто обликованим словима уставне ћирилице у седам редова.
Кратак текст садржи имена десеторице светих севастијских мученика: Ксантије, Сисиније, Леонтије, Мелитон, Севериан, Филоктимон, Ангије, Ираклије, Екдикт, Кирион и молбу: молите Бога за нас! О првобитној намени плоче и месту на којем је стајала мишљења истраживача су различита. Поједини сматрају да садржина и облик натписа упућују на претпоставку да је била уграђена у часну трпезу цркве којој је припадала, док су други мишљења да је са још три плоче, са именима осталих тридесет мученика, чинила целину. Познато је веровање средњовековних градитеља у чудотворне моћи четрдесет севастијских мученика, чијим су се исписивањем имена и осликавањем ликова, поједини делови грађевине штитили од рушења. Према палеографским одликама писма и језичкој анализи текста већина истраживача сматра да Темнићки натпис потиче из XI века. Овај епиграф, анонимног клесара, према ортографској анализи показује сличност са свим старословенским ћириличким споменицима и сведочи да је на нашем тлу ћирилица, поред глагољице, била рано у употреби.